# O Lobo do Mar
- O Lobo do Mar (The Sea Wolf) é um filme estadunidense de 1941, do gênero aventura, dirigido por Michael Curtiz e com roteiro adaptado do livro de mesmo nome de Jack London.

| O Lobo do Mar                       | O Lobo do Mar                               |
| The Sea Wolf                        | The Sea Wolf                                |
| Estados Unidos 1941 • p&b • 100 min | Estados Unidos 1941 • p&b • 100 min         |
| ----------------------------------- | ------------------------------------------- |
| Género                              | aventura                                    |
| Direção                             | Michael Curtiz                              |
| Roteiro                             | Robert Rossen                               |
| Elenco                              | Edward G. Robinson Ida Lupino John Garfield |
| Idioma                              | inglês                                      |

## Sinopse do filme
[editar | editar código-fonte]
Os sobreviventes de um naufrágio causado pelo choque entre dois barcos são salvos pelo barco "The Ghost", capitaneado por Wolf Larsen, um poderoso, cruel e amoral capitão. Na mesma embarcação estão o escritor Humphrey Van Weyden e a fugitiva Ruth Brewster que começam a planejar sua fuga com a ajuda do marinheiro Leach.
O Lobo do Mar (The Sea-Wolf) é uma obra de Jack London, publicada originalmente em 1904 e traduzida para inúmeros idiomas.
No Brasil uma das traduções que mais se destacou foi a feita por Monteiro Lobato, que traduziu também outras obras de Jack London, os romances Caninos Brancos e a Filha da Neve 

## Sinopse
Poucos dias antes de completar dezessete anos, e após mais uma bebedeira, o autor Jack London caiu na água e só não morreu porque foi resgatado por um pescador. Logo após esse episódio, ele embarcou no Sophia Sutherland, barco destinado à caça de focas no Pacífico. Essas experiências estão retratadas literariamente no livro O Lobo do Mar, lançado um ano depois do livro The Call of the Wild – ambos publicados com estrondoso sucesso. 
O romance mostra o embate de ideias e concepções de mundo entre Humphrey van Weyden, um crítico literário, e Wolf Larsen, o implacável capitão da escuna Ghost, assim como um relato realista da luta pela sobrevivência a bordo de uma escuna, em meio a tempestades e outros riscos mortais em alto-mar. Nos vívidos diálogos entre Wolf Larsen e Van Weyden, Jack London revive seus próprios questionamentos e produz uma soberba alegoria sobre a humanidade, a moralidade da civilização e a contenda entre o bem e o mal, assim como o heroísmo. 

## A Aventura Marítima
Wolf Larsen é um homem aparentemente brutal, autodestrutivo, antissocial e rude que trata a sua tripulação com bastante rigor e crueldade. Humphrey, por sua vez, é um rapaz franzino, tido por seus amigos como uma “florzinha”. Ao embarcar na aventura acidentalmente, após o naufrágio da balsa a vapor Martinez, o jovem passa por um arco de superação pessoal, física e psicológica, para sobreviver à vida em meio aos marujos e piratas, caçadores de focas.
Wolf Larsen afirma querer fazer dele um homem e, mesmo contra a vontade do náufrago, que insistia em ficar em terra firme, leva-o para a maior aventura de sua vida.
O objetivo da empreitada do veleiro Ghost, em fins do século XIX, é a caça para obtenção de peles. Para tanto, a tripulação enfrenta as adversas condições da embarcação e das forças da natureza, tendo que conviver e trabalhar arduamente. A trama é temperada pelas tensões entre os personagens, além dos riscos inerentes da tarefa, a saber, tempestades, ondas gigantes e caça em mar aberto em pequenos botes de madeira.

## Aspectos Filosóficos da Obra
A filosofia literária prevalecente da época deste clássico era o naturalismo, cujo objetivo era demonstrar realisticamente o ambiente, apresentando como seria a vida real em certos aspectos e experimentando os personagens como se gerados em laboratório. Assim, de modo darwiniano, o desenvolvimento dos personagens era traçado conforme ditado pela hereditariedade e pelo ambiente, dada a suposição de um certo determinismo e a ausência do livre arbítrio.
A aventura marítima, com diversos aspectos novelescos, é entrelaçada com questionamentos sociológicos e filosóficos, fruto das leituras do autor, dentre as quais estão as produções de Nietzsche, Herbert Spencer, John Milton, Charles Darwin, Karl Marx, Herman Melville (autor de Moby Dick) e Schopenhauer, tornando a obra bem mais que uma mera aventura marítima.

## Wolf Larsen (o capitão da escunaGhost)
Wolf Larsen é o tirânico e materialista personagem em torno do qual a trama se passa, dada que sua força psicológica é atrativa o suficiente para que seus marujos amedrontem e obedeçam. Porém, isso não impede que motins sejam conspirados e que alguns tripulantes venham a tentar assassiná-lo. Sua força física, amoralidade e desdém pelas normas sociais competem em pé de igualdade com sua inteligência e sabedoria, dado que é igualmente um homem dotado de saberes náuticos, práticos, psicológicos e filosóficos, além de um leitor de livros técnicos e clássicos.
O nietzschiano personagem do Capitão Larsen trava com Humphrey (que é, por assim dizer, o “herói” da narrativa) diálogos profundos sobre psicologia e humanidade. Se, por um lado Wolf veste o arquétipo de mentor do herói, por outro, apresenta-se como um vilão dos mais fortes e perigosos, temido por todos.

## Realismo e Adaptações Cinematográficas
O Lobo do Mar é uma obra de ficção realista que, por meio de um texto bem construído e uma trama meticulosamente elaborada, retrata as condições de vida e trabalho difíceis e arriscadas dos marujos em fins do século XIX, bem como apresenta uma reflexão intensa sobre problemas éticos, morais e filosóficos.

Registram-se algumas adaptações cinematográficas, muitas das quais foram feitas nos primórdios do cinema, dentre elas as de 1913, 1920 e 1926, cujas cópias possivelmente foram perdidas. Ainda falta, contudo, uma que faça jus à grandiosidade e à profundidade da obra, que foi bastante famosa e lida no início do século XX.